# زاهمس
زاهمس (به آلمانی: Sahms) یک شهر در آلمان است که در هرتسوگتوم لاونبورگ واقع شده‌است. زاهمس ۳۶۶ نفر جمعیت دارد.